# Little Wakering
Little Wakering is een dorp in het Engelse graafschap Essex. Het behoort tot de civil parish Barling Magna. De aan de Maagd Maria gewijde dorpskerk, waarvan delen uit de twaalfde eeuw stammen, heeft een vermelding op de Britse monumentenlijst.